# ビッグシャッフル
ビッグシャッフル (Big Shuffle、1984年 - 2009年12月29日) は、アメリカ合衆国で生まれ、アイルランドでスプリンターとして活躍した競走馬である。種牡馬として6回ドイツのリーディングサイアーに輝いた。

## 出自
父スーパーコンコルド(Super Concorde)は米三冠馬シアトルスルーと同じボールドリーズニング(Bold Reasoning)の産駒であり、1977年に仏2歳G1のモルニ賞とグランクリテリウムを制した馬であった。
母レイズユアスカーツ(Raise Your Skirts)は米G3のサンタイネスステークス(7f)及びレイルバードステークス(7f)を制するなど14戦9勝2着3回の活躍馬であり、近親には1959年のプリークネスステークス優勝馬ロイヤルオービット(Royal Orbit)がいる。
ビッグシャッフルは1984年にケンタッキーで生まれ、2歳時の1986年にアイルランドへ送られた。

## 競走成績
ビッグシャッフルは3歳時から愛英の重賞戦線で活躍し、テトラークステークスとコーク&オラリーステークスの短距離G3競走を2勝したほか、G1愛2000ギニーでもドントフォゲットミー (Don't Forget Me)の4着と健闘した。4歳時にはG3グリーンランズステークスを制したほか、ジュライカップでソヴィエトスター (Soviet Star)の2着、フォレ賞でサルス (Salse)3着、スプリントカップでドージング (Dowsing)の4着と英仏G1競走での活躍が認められ、アイルランドの最優秀短距離馬に選ばれた。5歳時も現役を続け、グリーンランズステークスで2着に入る活躍をみせた。
- 1987年
  - コーク&オラリーステークス(英G3・6f)
  - テトラークステークス(G3・7f)
  - 3着 キーンランドスプリントステークス (愛G3・6f)
  - 4着 アイリッシュ2000ギニー (愛G1・8f)

- 1988年
  - グリーンランズステークス (愛G3・6f)
  - 2着 ジュライカップ (英G1・6)
  - 3着 フォレ賞 (仏G1・1400m)
  - 4着 スプリントカップ (英G1・6f)

- 1989年
  - 2着 グリーンランズステークス (愛G3)

## 種牡馬成績
競走馬引退後は1990年からドイツで種牡馬として供用され、2003年、2005年、2007年、2009年、2011年及び2012年のリーディングサイアーに輝いた。

## 主な産駒
- Feuerblitz (GER,2009,鹿毛,母Flamingo Island,母父Acatenango)-2013 伊G1 ローマ賞
- ターフローズ (GER,2004,黒鹿毛,母Turfquelle,母父シャーディー)-2007 伊G1 リディアテシオ賞
- Smooth Operator (GER,2006,鹿毛,母Salzgitter,母父Salse)-2008 仏G2 クリテリウムドメゾンラフィット
- Pomellato (GER,2005,黒鹿毛,母Passata,母父Polar Falcon)-	2007 仏G2 クリテリウムドメゾンラフィット
- Daring Love (GER,2002,鹿毛,母Daring Action,母父アラジ)-2004 独G2 モーリスラクロワトロフィー
- Sambaprinz (GER,1999,黒鹿毛,母Samambaia,	母父Ti amo)-2002 独G2 ベルリンブランデンブルクトロフィー
- Auenklang (GER,1997,栗毛,母Auenglocke,	母父Surumu)-1999 独G2 RKバウストフカップ
- Areion (GER,1995,鹿毛,母Aerleona,母父Caerleon)-1998 独G2 ゴルデネパイチェ

### 母の父として
- Nicoreni (GER,2022,鹿毛,父Brametot,母Nouvelle Neige)-2025 独G1 ディアナ賞、2024 独G3 ヴィンターケーニギン賞
- ロサギガンティア (JPN,2011,青毛,父フジキセキ,母ターフローズ)-2014 スプリングステークス、2015 阪神カップ
- Oriental Tiger (GER,2003,鹿毛,父Tiger Hill,母Oriental Flower)-2008 独G2 ゲルリンク

## 血統表
| ビッグシャッフルの血統（ボールドルーラー系・F-No.7-ePolynesian S5×M5=6.25%、Case Ace M5×M5=6.25%） | ビッグシャッフルの血統（ボールドルーラー系・F-No.7-ePolynesian S5×M5=6.25%、Case Ace M5×M5=6.25%） | ビッグシャッフルの血統（ボールドルーラー系・F-No.7-ePolynesian S5×M5=6.25%、Case Ace M5×M5=6.25%） | （血統表の出典） | （血統表の出典） |
| 父 Super Concorde 1975 黒鹿毛                                                                      | 父の父Bold Reasoning 1968 黒鹿毛                                                                   | Boldnesian                                                                                         | Bold Ruler       | Bold Ruler       |
| 父 Super Concorde 1975 黒鹿毛                                                                      | 父の父Bold Reasoning 1968 黒鹿毛                                                                   | Boldnesian                                                                                         | Alanesian        |                  |
| 父 Super Concorde 1975 黒鹿毛                                                                      | 父の父Bold Reasoning 1968 黒鹿毛                                                                   | Reason to Earn                                                                                     | Hail to Reason   | Hail to Reason   |
| 父 Super Concorde 1975 黒鹿毛                                                                      | 父の父Bold Reasoning 1968 黒鹿毛                                                                   | Reason to Earn                                                                                     | Sailing House    |                  |
| 父 Super Concorde 1975 黒鹿毛                                                                      | 父の母Prime Abord 1967 黒鹿毛                                                                      | プリメラ                                                                                           | My Babu          | My Babu          |
| 父 Super Concorde 1975 黒鹿毛                                                                      | 父の母Prime Abord 1967 黒鹿毛                                                                      | プリメラ                                                                                           | Pirette          |                  |
| 父 Super Concorde 1975 黒鹿毛                                                                      | 父の母Prime Abord 1967 黒鹿毛                                                                      | Homeward Bound                                                                                     | Alycidon         | Alycidon         |
| 父 Super Concorde 1975 黒鹿毛                                                                      | 父の母Prime Abord 1967 黒鹿毛                                                                      | Homeward Bound                                                                                     | Sabie River      |                  |
| 母 Raise Your Skirts 1972 栗毛                                                                     | 母の父Elevation 1967 芦毛                                                                          | Raise a Native                                                                                     | Native Dancer    | Native Dancer    |
| 母 Raise Your Skirts 1972 栗毛                                                                     | 母の父Elevation 1967 芦毛                                                                          | Raise a Native                                                                                     | Raise You        |                  |
| 母 Raise Your Skirts 1972 栗毛                                                                     | 母の父Elevation 1967 芦毛                                                                          | White Peak                                                                                         | Royal Charger    | Royal Charger    |
| 母 Raise Your Skirts 1972 栗毛                                                                     | 母の父Elevation 1967 芦毛                                                                          | White Peak                                                                                         | Blue Case        |                  |
| 母 Raise Your Skirts 1972 栗毛                                                                     | 母の母Strings Attached 1968 栗毛                                                                   | Tudor Minstrel                                                                                     | Owen Tudor       | Owen Tudor       |
| 母 Raise Your Skirts 1972 栗毛                                                                     | 母の母Strings Attached 1968 栗毛                                                                   | Tudor Minstrel                                                                                     | Sansonnet        |                  |
| 母 Raise Your Skirts 1972 栗毛                                                                     | 母の母Strings Attached 1968 栗毛                                                                   | Timalin                                                                                            | Court Martial    | Court Martial    |
| 母 Raise Your Skirts 1972 栗毛                                                                     | 母の母Strings Attached 1968 栗毛                                                                   | Timalin                                                                                            | Admirals Belle   |                  |

- 2代父Bold Reasoningは7歳で早世したため3世代の産駒しか残せなかったが、61頭の産駒から10頭のステークスウィナーを輩出しており、ステークスウィナーの割合16%は産駒で名種牡馬のSeattle Slewの11%をも上回っている。
- 2代母Strings AttachedにLady Jurrorの3×4のインブリードがあり、スピードが強調されている。
- ビッグシャッフルの産駒Areionも2010年及び2013年に独リーディングサイアーに輝いている。